# 우주측지관측센터
우주측지관측센터(宇宙測地觀測센터, Space Geodetic Observation Center)는 국토지리정보원의 소속기관이다. 2012년 4월 23일 발족하였으며, 세종특별자치시 연기면 월산공단로 276-71에 위치하고 있다. 센터장은 5급 상당 공무원으로 보한다.

## 연혁
- 2012년 4월 23일: 국토지리정보원 소속으로 우주측지관측센터를 설치.